# Espressione neutra

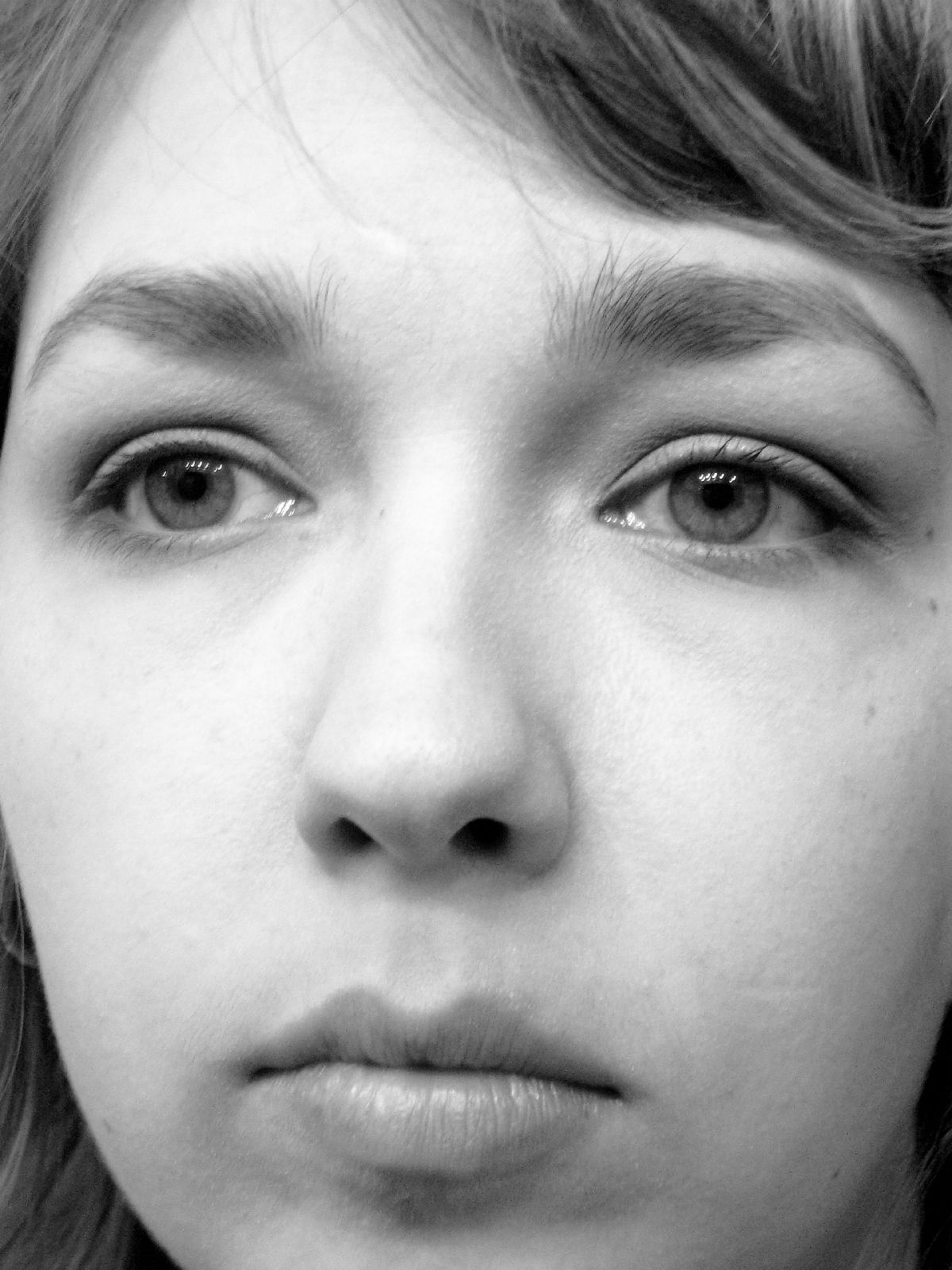
Una donna dall'espressione neutra

L'espressione neutra è un'espressione facciale caratterizzata da un posizionamento neutro dei tratti facciali, atta a denotare l'assenza di emozioni forti. Può essere causata da mancanza di emozioni, depressione, noia o confusione (come ad esempio quando non si capisce cosa un interlocutore stia dicendo). Un'espressione neutra indotta volontariamente per celare le proprie emozioni è nota come "faccia da poker" (nota anche con l'espressione inglese poker face), in riferimento alla pratica comune dei giocatori di poker di non mostrare reazioni emotive visibili durante il gioco, che potrebbero fornire informazioni preziose sulla propria mano agli avversari.
L'espressione poker face è stata usata fuori dal contesto del gioco di carte dai giornalisti sportivi americani negli anni 1920 per descrivere un giocatore che non mostra segni evidenti in situazioni di stress. È usato anche nel contesto della salute mentale per descrivere l'atteggiamento di alcuni pazienti, e dai pubblicitari e rappresentanti commerciali quando sono intenti in trattative.